# Menhir Genna Prunas
Le menhir Genna Prunas (en italien : menhir (di) Genna Prunas) est un mégalithe datant du Néolithique situé près de Guspini, commune italienne de la province de Sardaigne du Sud, en Sardaigne. 

## Situation
Le menhir se dresse dans un endroit isolé situé à proximité de la Route nationale 126 (Strada statale 126), à quelques kilomètres au nord-est de Guspini, et à environ six kilomètres à l'ouest de Pabillonis.

## Description
Le monolithe mesure 1,60 m de hauteur ; il est porteur de cupules disposées en triangle.

## Histoire
Le menhir fut probablement érigé durant la culture d'Ozieri, une culture prénuragique qui s'est développée en Sardaigne au Néolithique autour de l'an 3 000 av. J.-C. ; il représenterait la Déesse mère.